# Minorka Mercado
Minorka Marisela Mercado Carrero (sinh ngày 15 tháng 1 năm 1972 tại Caracas, Venezuela) là Hoa hậu Venezuela 1993. Bà đã giành được giải thưởng Hoa hậu ăn mặc, Trang phục áo tắm đẹp nhất, Trang phục dạ hội đẹp nhất Maria Clara và giành giải Á hậu 2 trong cuộc thi Hoa hậu Hoàn vũ 1994.

## Cuộc thi sắc đẹp

### Hoa hậu Venezuela
Minorka dự thi năm 1993 với tư cách là Hoa hậu Apure trong cuộc thi sắc đẹp quốc gia của đất nước bà, Hoa hậu Venezuela, giành vương miện và quyền đại diện cho đất nước của bà tại cuộc thi Hoa hậu Hoàn vũ 1994. Và sau khi bà thất bại trong cuộc thi hoa hậu hoàn vũ năm 1994. Bà cũng là đại diện cho venezuela tham gia cuộc thi hoa hậu quốc tế 1995 tại Tokyo, nhưng cuối cùng, bà chỉ giành được vị trí á quân (chung kết thứ 15)

### Hoa hậu Hoàn vũ
Là đại diện chính thức của đất nước bà để tham dự cuộc thi Hoa hậu Hoàn vũ 1994 được tổ chức tại Manila, Philippines vào ngày 20 tháng 5 năm 1994, bà đã giành được ba giải thưởng đặc biệt: Trang phục áo tắm đẹp nhất, Trang phục Filipino đẹp nhất và Hoa hậu Ảnh đẹp nhất, trang điểm tốt nhất. Cuối cùng, bà đã giành vị trí á quân trong cuộc thi Hoa hậu Hoàn vũ 1994.

## liên kết ngoài
- Trang web chính thức của Hoa hậu Venezuela
- Trang web chính thức của Hoa hậu Hoàn vũ